# Coppa Intercontinentale 1963
La Coppa Intercontinentale 1963 è stata la quarta edizione del trofeo riservato alle squadre vincitrici della Coppa dei Campioni e della Coppa Libertadores.

## Avvenimenti
Nella quarta edizione della Coppa Intercontinentale si affrontarono il Milan e il Santos. All'andata, giocata a Milano di fronte a oltre 50.000 spettatori paganti, i rossoneri vinsero nonostante i due gol di Pelé. Nella gara di ritorno, con il Santos privo di Pelè, il club italiano chiuse il primo tempo in vantaggio di due reti. Nella seconda frazione di gioco l'arbitro Juan Brozzi si rese protagonista di una direzione di gara molto contestata: l'argentino non punì gli interventi duri e intimidatori dei sudamericani che segnarono quattro reti in 18' vincendo il match col medesimo risultato con cui avevano perso all'andata.
Si rese così necessario uno spareggio. Per tale partita era previsto lo stesso direttore di gara e lo stesso campo. Il club rossonero, dopo aver minacciato di non partecipare se non fosse stato cambiato l'arbitro scende in campo due giorni più tardi, privo di Ghezzi e David, infortunati, nonché di Rivera, affaticato. Dopo circa mezz'ora di gioco Brozzi assegnò un rigore discutibile al Santos (anche in questa gara privo di Pelè) ed espulse Cesare Maldini. Il rigore trasformato da Dalmo Gaspar decise l'incontro. Seguirono molte polemiche sull'arbitraggio di Brozzi, il quale fu sospettato di essere stato corrotto dal Santos e perse la qualifica di arbitro internazionale, nonché sul presunto doping del Santos.
Nel 2017, la FIFA ha equiparato i titoli della Coppa del mondo per club e della Coppa Intercontinentale, riconoscendo a posteriori anche i vincitori dell'Intercontinentale come detentori del titolo ufficiale di "campione del mondo FIFA", inizialmente attribuito soltanto ai vincitori della Coppa del mondo per club.

## Tabellino

### Andata
| Arbitro: | Alfred Haberfellner |

| |            | |
| Trapattoni 3’ Amarildo 15’ 67’ Mora 82’                                                                      | Marcatori  | 55’ 84’ (rig.) Pelé                                                                                 |
| Ghezzi P David D Trebbi D Pelagalli D Maldini D Trapattoni C Rivera C Lodetti C Mora A Altafini A Amarildo A | Formazioni | P Gilmar D Lima D Haroldo D Calvet D Geraldino C Mengálvio C Zito A Dorval A Coutinho A Pelé A Pepe |
| Luis Carniglia                                                                                               | Allenatori | Lula                                                                                                |

### Ritorno
| Arbitro: | Juan Brozzi |

| |            | |
| Pepe 50’ 68’ Almir 54’ Lima 65’                                                                                | Marcatori  | 12’ Altafini 17’ Mora                                                                                        |
| Gilmar P Ismael D Mauro Ramos D Haroldo D Dalmo Gaspar D Lima C Mengálvio C Dorval A Coutinho A Almir A Pepe A | Formazioni | P Ghezzi D David D Trebbi D Pelagalli D Maldini C Trapattoni C Lodetti C Rivera A Mora A Altafini A Amarildo |
| Lula | Allenatori | Luis Carniglia                                                                                               |

### Spareggio
| Arbitro: | Juan Brozzi |

| |            | |
| Dalmo Gaspar 31’ (rig.) | Marcatori  | |
| · Gilmar P · Ismael D · Mauro Ramos D · Haroldo D · Dalmo Gaspar D · Lima C · Mengálvio C · Dorval A · Coutinho A · Almir A · Pepe A | Formazioni | · P Balzarini 40’ · D Benítez · D Trebbi · D Pelagalli · D Maldini · C Trapattoni · C Lodetti · C Fortunato · A Mora · A Altafini · A Amarildo · A disposizione: · P Barluzzi 40’ |
| Lula | Allenatori | Luis Carniglia |